# Ткач, Михаил Фёдорович
Михаил Фёдорович Ткач — советский хозяйственный, государственный и политический деятель, Герой Социалистического Труда.

## Биография
Родился в 1904 году в селе Красная Зоря. Член КПСС с года.
С 1920 года — на хозяйственной, общественной и политической работе. В 1920—1956 гг. — крестьянин, участник Гражданской войны, комсомольский работник, партийный работник, двадцатипятитысячник, председатель колхоза, участник Великой Отечественной войны, первый секретарь Братского райкома КПУ Николаевской области, председатель Кировского райисполкома, председатель колхоза имени Кирова Носовского района Черниговской области.
Указом Президиума Верховного Совета СССР от 22 декабря 1977 года присвоено звание Героя Социалистического Труда с вручением ордена Ленина и золотой медали «Серп и Молот».
Умер в Носовке в 1987 году.